# Nowa Wieś Kościelna
Nowa Wieś Kościelna – przystanek osobowy w Nowej Wsi na linii kolejowej nr 35, w województwie mazowieckim, w Polsce.
Przystanek zamknięto 9 czerwca 2001 roku, a otwarto ponownie w dniu 11 czerwca 2023 roku.